# Josh Koscheck
Josh Koscheck (ur. 30 listopada 1977 w Waynesburg) – amerykański zapaśnik oraz zawodnik mieszanych sztuk walki (MMA). Zwycięzca NCAA Division I z 2001. Wieloletni zawodnik Ultimate Fighting Championship oraz pretendent do pasa mistrzowskiego UFC w wadze półśredniej.

## Kariera sportowa
Koscheck jest utytułowanym zapaśnikiem. W latach 1999–2002 reprezentując Edinboro University, startował w mistrzostwach NCAA Division I, w 2001 zwyciężając je. Również w tym czasie był notowany w czołówce najlepszych zawodników w zapasach akademickich (All-American). Poza tym, był czterokrotnym mistrzem PSAC (Pennsylvania State Athletic Conference).
W 2004 zadebiutował zawodowo w MMA. W 2005 wziął udział w pierwszej edycji programu The Ultimate Fighter, dochodząc do półfinału, w którym przegrał z późniejszym zwycięzcą całego reality show Diego Sanchezem. Mimo odpadnięcia z programu, Koscheck dostał angaż od UFC. Zadebiutował w niej 9 kwietnia 2005 na finałowej gali The Ultimate Fighter, nokautując Chrisa Sanforda już w 1. rundzie. Przez następne dwa lata wygrywał z takimi zawodnikami jak Dave Menne czy w rewanżu Sanchez. Będąc niepokonanym od 2005, w sierpniu 2007 na UFC 74, zmierzył się z czołowym zawodnikiem wagi półśredniej Georges’em St-Pierre’em, z którym ostatecznie przegrał na punkty. W latach 2007–2009, zwyciężał z solidnymi zawodnikami m.in. Chrisem Lytle’em, Frankiem Triggiem oraz Anthonym Johnsonem. Po wygranej 8 maja 2010 nad Brytyjczykiem Paulem Daleyem został ogłoszony głównym trenerem w 12. edycji TUF-a. Trenerem drużyny przeciwnej został St-Pierre, z którym zmierzył się ponownie, tym razem o mistrzostwo wagi półśredniej. W rewanżu 11 grudnia 2010 ponownie lepszy był Kanadyjczyk, wygrywając z nim wysoko na punkty. 
Po przegranej walce o tytuł zanotował dwa zwycięstwa, w tym jedno nad utytułowanym Mattem Hughesem, którego znokautował sekundę przed końcem pierwszej rundy. Lata 2012-2015, to pasmo pięciu porażek m.in. z Johnym Hendricksem oraz Robbie Lawlerem.
Po wypełnieniu kontraktu z UFC w 2015, związał się z konkurencyjnym Bellator MMA.

## Osiągnięcia[5]
- National Collegiate Athletic Association:
  - 1999, 2000, 2001, 2002: NCAA Division I All-American
  - 1999: NCAA Division I - 4. miejsce w kat. 78,9 kg
  - 2000: NCAA Division I - 2. miejsce w kat. 78,9 kg
  - 2001: NCAA Division I - 1. miejsce w kat. 78,9 kg
  - 2002: NCAA Division I - 3. miejsce w kat. 78,9 kg

- Pennsylvania State Athletic Conference (PSAC):
  - Czterokrotny zwycięzca mistrzostw PSAC